# 崔震東
崔震東（英語：Adam Tsuei，1959年10月26日—），企業家、製片、導演，前任Sony Music 索尼音樂娛樂大中華區總裁，為眾多藝人如周杰倫、李玟、蔡依林的老闆 。
在跨國企業擔任專業經理人長達二十五年之豐富經驗後，崔震東轉向電影創作、製作及宣傳行銷，並擴展經營層面至演藝經紀、音樂製作、演唱會、電影視覺特效 VFX等，涵蓋娛樂產業多元化之風貌。
現其為安邁進國際影業創辦人及總裁。2011 年成功行銷電影《那些年，我們一起追的女孩》，席捲華語電影市場。2013年投入電影《小時代》《小時代：青木時代》的製作、企劃、宣傳及發行，成為兩岸三地話題之作。2014年，與柴智屏、九把刀聯手，打造愛情喜劇電影《等一個人咖啡》。
2016年，身兼九把刀暢銷小說改編電影《樓下的房客》之導演、出品人、製片與音樂指導。結合奇幻、黑色幽默、推理等元素，更遠赴美國找波士頓室內交響樂團演奏配樂 。該片獲第53届金马奖最佳女配角、最佳視覺效果提名。並榮獲諸多影展肯定，選為2016年台北電影節開幕片，並獲頒觀眾票選獎 。在國際上展露頭角，獲選為2016紐約亞洲電影節閉幕片、韓國富川國際奇幻電影節競賽單元 、法國巴黎影展L'Étrange Festival競賽片、夏威夷國際影展競賽片、及比利時布魯日影展競賽片。

## 事業經歷
Present - Amazing Film Studio 安邁進國際影業股份有限公司董事長暨執行總裁 / WeFx Studio 華漾科技股份有限公司 創辦人暨執行長 / TAIWAN ASSOCIATION FOR VIRTUAL AND AUGMENTED REALITY (TAVAR) 台灣虛擬及擴增實境產業協會 理事長 
JUL 2001 - OCT 2011Sony Music Entertainment 索尼音樂大中華區執行總裁
JUL 1997 - JUN 2001 BMG Music Entertainment 貝塔斯曼音樂集團 亞洲區華語音樂董事總經理
DEC 1994 - JUN 1997 CTN, Chinese Television Network 傳訊電視，中天新聞/大地頻道 台灣區首席代表/市場企劃部總監

## 電影作品
2011《那些年，我們一起追的女孩》出品人
該片獲選為2011年香港夏日國際電影節的開幕電影，並成為香港華語電影史上最賣座電影。這部電影在第31屆香港電影金像獎中被獲選為最佳兩岸華語電影與第12屆華語電影傳媒大獎最受矚目電影。柯震東也因戲劇中角色獲得第48屆金馬獎最佳新演員獎。單單台灣票房累計高達4.6億新台幣，再創2011年度台灣國片新高。2011年新加坡華語電影票房榜冠軍。在馬來西亞上映第一周即勇奪電影票房的第三名。總票房突破新台幣14億。官方臉書粉絲人數達130萬人。。
2012 《小時代》《小時代：青木時代》製片人
獲第16屆上海國際電影節最佳影片獎。在中國首輪上映票房人民幣7,100萬元，打破中國影史紀錄。首輪首映場次票房人民幣750萬元，打破2009年《變形金剛2》在中國首輪首映的人民幣350萬元紀錄，也超越了2012年《畫皮II》人民幣419萬元的中國影史記錄。小時代 1 & 2 兩部影片，累計票房達為新台幣37億元。
2014 《等一個人咖啡》製片人
中港新馬台票房達新台幣4.4億，為2014年台灣國片賣座亞軍。入圍第34屆香港電影金像獎最佳兩岸電影。歌曲林芯儀《等一個人》與庾澄慶《缺口》Youtube均突破6000萬點閱率，官方臉書粉絲人數達110萬人。
2016 《樓下的房客》導演、製片人
於2016年上映的黑色幽默、奇幻電影、推理、劇情，改編自九把刀小說《樓下的房客》，由崔震東擔任執導、製片以及音樂指導，柴智屏監製、 九把刀編劇、監製。 該電影獲選為台北電影節開幕片，獲選紐約亞洲電影節閉幕片。。也參加諸多國際影展競賽項目，韓國富川國際奇幻電影節 競賽單元 、法國巴黎影展L'Étrange Festival競賽片 、夏威夷國際影展競賽片、比利時布魯日影展競賽片。。
該片獲得第53届金马奖最佳女配角、最佳視覺效果提名，也是2016當年度台灣華語片唯二破億的電影作品，台灣票房累計為1.3億 

## 獎項
- 2016年台北電影節觀眾票選影片《樓下的房客》
- 2016年比利時Brussel Razor Reel Flanders Film Festival 觀眾票選獎《樓下的房客》

## 外部連結
- 崔震東在互联网电影资料库（IMDb）上的資料（英文）
- 崔震東在香港影庫上的簡介
- 崔震東在台灣電影網上的資料（繁體中文）（页面存档备份，存于）
- 安邁進國際影業股份有限公司：台灣電影網 （页面存档备份，存于）
- 崔震東：台北市電影委員會 （页面存档备份，存于）
- 安邁進國際影業股份有限公司：台北市電影委員會[]
- 崔震東在華文影史庫上的簡介 （页面存档备份，存于）（繁體中文）